# Volo Alrosa 514
Il volo Alrosa 514 era un collegamento di linea nazionale da Udachny a Mosca, in Russia, che il 7 settembre 2010 effettuò un atterraggio di emergenza in una pista remota dopo aver subito un guasto elettrico totale in volo. Tutte le 81 persone a bordo ne uscirono illese.
Il Tupolev era in rotta ad altitudine di crociera quando si verificò il guasto, che disattivò il sistema di alimentazione e tutte le apparecchiature di navigazione e radio. L'equipaggio decise di tentare un atterraggio di emergenza all'aeroporto dismesso di Izhma. L'aereo superò la fine della pista e si fermò tra la vegetazione, danneggiato ma ancora con il carrello d'atterraggio intatto.
L'equipaggio del volo 514 venne successivamente decorato per le sue azioni, e l'aereo riparato con successo e portato fuori dall'aeroporto per riprendere il servizio con Alrosa.

## L'aereo
Il velivolo che operò il volo era un tri-jet Tupolev Tu-154M con immatricolazione RA-85684 e numero di serie 90A-851. Era stato costruito nel 1990.

## L'incidente
Il volo 514 si trovava sopra Usinsk, a un'altitudine di 34 800 piedi (10 600 m) quando, intorno alle 06:59 ora locale (02:59 UTC), vennero notati i primi segni di un problema. Poco dopo, l'aereo subì un guasto completo all'impianto elettrico, che causò la perdita dei sistemi di navigazione e delle pompe elettriche del carburante. La perdita delle pompe impedì il trasferimento del carburante dai serbatoi alari al serbatoio di alimentazione dei motori nella fusoliera, lasciando l'aereo con soli 7 300 libbre (3 300 kg) di carburante utilizzabile, sufficienti per 30 minuti di volo.
Alle 07:47 circa, le autorità di emergenza di Izhma vennero informate che l'aereo poteva effettuare un atterraggio di emergenza nell'aeroporto locale. L'aeroporto di Izhma è un ex campo d'aviazione ora utilizzato solo per gli elicotteri, e la pista lunga 4 347 piedi (1 325 m) era chiusa ma non abbandonata. Il campo d'aviazione, avendo chiuso agli aerei ad ala fissa nel 2003, non era più segnato sulle carte aeronautiche.
I passeggeri furono spostati nella parte anteriore dell'aereo. Il guasto elettrico causò anche la perdita del sistema radio, dei flap e degli slat. Due tentativi di atterraggio vennero annullato. Al terzo tentativo venne effettuato con successo un atterraggio di emergenza alle 07:55 ora locale. L'aereo superò la pista di 520 piedi (160 m) a una velocità compresa tra i 190 nodi (350 km/h) e i 210 nodi (390 km/h), più veloce del normale a causa della mancanza dei flap. Sebbene azionati da un sistema idraulico, gli interruttori che li attivavano erano elettrici. Tutti i nove membri dell'equipaggio e i 72 passeggeri vennero evacuati utilizzando gli scivoli dell'aereo. Non furono segnalati feriti.

## Le indagini
Le autorità russe avviarono un'indagine sull'incidente. La pubblicazione di un rapporto preliminare era prevista dopo 10 giorni. Il 14 settembre 2010, il rapporto indicava che le batterie si erano riscaldate oltre il loro limite, subendo una fuga termica. Ciò colpì l'intero sistema elettrico, il sistema di navigazione e il sistema radio.

## Conseguenze
Dopo l'evacuazione del velivolo e in attesa dei soccorsi, alcuni passeggeri cercarono funghi, un passatempo popolare in Russia. I sopravvissuti vennero temporaneamente ospitati in un complesso sportivo a Izhma, a causa della mancanza di spazi alberghieri in loco. In seguito vennero trasportati da un Mil Mi-8 all'aeroporto di Ukhta, dove un Tupolev Tu-154 sostitutivo li trasportò a Mosca. Due passeggeri decisero di proseguire il viaggio in treno. I passeggeri del volo 514 chiesero di onorare i piloti per le loro azioni. L'equipaggio rimase a Ukhta per assistere le autorità nelle indagini sull'incidente. Il successo dell'atterraggio di emergenza venne salutato come un miracolo dagli esperti di aviazione russi. Il ministro dei Trasporti russo Igor Levitin incontrò l'equipaggio e lo ringraziò per le sue "azioni eroiche, decisive e professionali". Rese omaggio al loro coraggio.
I piloti del volo 514, il comandante Yevgeny Novoselov e il primo ufficiale Andrei Lamanov, vennero nominati Eroi della Federazione Russa. Gli altri sette membri dell'equipaggio furono insigniti dell'Ordine del coraggio. L'ordine di conferimento delle decorazioni venne firmato dal presidente russo Dmitry Medvedev.
L'atterraggio è riuscito solo perché il responsabile dell'aeroporto, Sergey Sotnikov, anche dopo la chiusura dell'aeroporto al traffico nel 2003, aveva mantenuto la pista di atterraggio libera da alberi e cespugli. Sotnikov venne in seguito decorato dal Presidente della Russia.

## Ritorno in servizio
L'aereo subì notevoli danni durante l'uscita di pista, ma dopo una valutazione da parte del costruttore Tupolev, Alrosa decise di ripararlo e rimetterlo in servizio. Dopo la sostituzione di due dei tre motori, il Tu-154 venne privato di tutto il peso superfluo e caricato con la quantità minima di carburante necessaria. I piloti di prova dell'Istituto statale russo di ricerca scientifica sull'aviazione civile (GosNII GA) furono selezionati per far volare il jet fuori dal campo di volo.

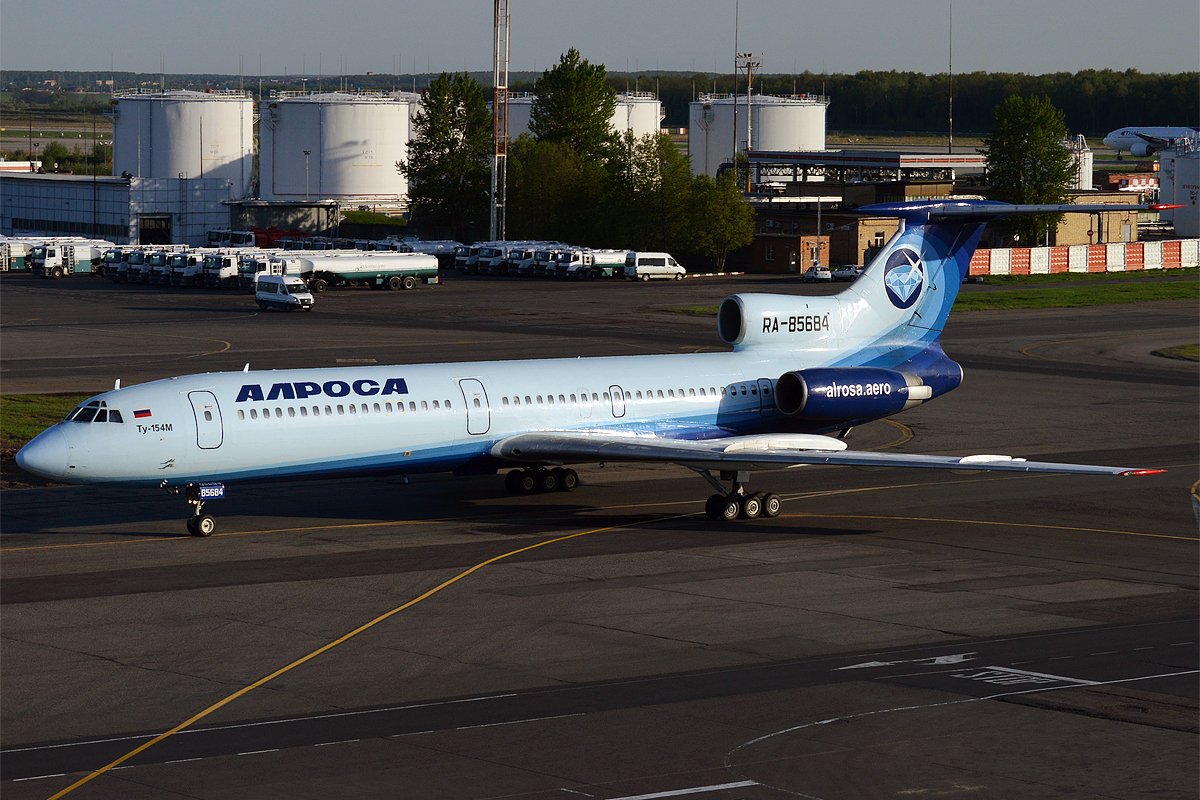
RA-85684 nel maggio 2018, quattro mesi prima del suo ritiro.

Il 24 marzo 2011, sei mesi dopo l'incidente, il jet decollò con successo da Izhma per volare a 160 chilometri fino all'aeroporto di Ukhta per il rifornimento e l'ispezione, e poi all'aeroporto di Samara per ulteriori riparazioni. Nonostante il Tu-154 richieda normalmente circa 8 200 piedi (2 500 m) di pista per decollare, l'RA-85684 era riuscito a decollare dopo soli 2 600 piedi (790 m), ben all'interno della pista di 4 300 piedi (1 300 m) di Izhma.
I lavori di riparazione furono completati nel giugno 2011, dopodiché RA-85684, a cui era stato dato il nome di Izhma, riprese il servizio con Alrosa. È rimasto in servizio fino a settembre 2018, quando il suo certificato di aeronavigabilità è scaduto e la compagnia aerea ha ritenuto antieconomico il suo rinnovo.
Il 29 settembre 2018, l'Izhma è stato trasportato per l'ultima volta dall'aeroporto di Mirny, base di Alrosa, all'aeroporto di Novosibirsk-Tolmačëvo, in Siberia, per entrare a far parte della collezione del locale museo dell'aviazione. Lamanov, il primo ufficiale del volo dell'incidente, era ai comandi come pilota in comando e all'arrivo a terra venne accolto dal comandante Novoselov.